# Holecskó Orsolya
Holecskó Orsolya (Szenc, 1981. október 25. –) magyar színésznő.

## Élete és pályafutása
Pozsonyban járt középiskolába, majd beadta jelentkezését a Gór Nagy Mária Színitanodájába. Elsőre felvették, akár csak egy év múlva a Színház- és Filmművészeti Egyetemre, színművész - zenés színész szakirányra. 2004-ben végzett Kerényi Imre osztályában. 2005-től a Hevesi Sándor Színház, 2010–2015 között pedig a Pesti Magyar Színház társulatának tagja volt. Azóta szabadúszó.
Játszott a Madách Színház, a Vígszínház (és kamarája a Pesti Színház), a József Attila Színház, a Spinoza-ház, és a Vidám Színpad előadásaiban is.
Színházi szerepein túl több filmben és sorozatban is játszik. 2011-ben és 2012-ben részt vett két dallal is a Születtem Magyarországon 1. és 2. című Cseh Tamás-emlékesteken, - amit a néhai szerzőtárs, Bereményi Géza rendezett színész énekesekkel, 2014 óta pedig a Get Closer Concerts keretében futó Cseh Tamás emlékesteken énekli művésztársaival Bereményi Géza, Cseh Tamás és Másik János dalait. 2020-ban egyik közreműködője volt a Szemenyei János és Horgas Ádám által jegyzett, 169 művész előadásában készült Kis suttogás című karanténdalnak.
2013-ban a Pesti Magyar Színház Kaszás Attila-díjra jelölte.
Férje Nagy Péter, színész. Közös gyermekeik: Áron és Ambrus.

## Díjai, elismerései
- Máriáss József-díj (III. Richárd - Erzsébet, 2008)[7]
- Főnix díj női főszereplő (2013,[8] 2015[9])
- Agárdy-emléklánc (2014)[10]
- Pethes–Agárdi-díj (2015)

## Szerepei

### Színházi szerepei
| \| Szerző \| A darab címe \| Bemutató dátuma \| S z í n h á z \| Játszott szerep \| \| ------------------------------------------------------------------------------------------------------------------------------------------------------------------------------------------- \| ---------------------------------------- \| --------------- \| ---------------------------------------------------------------- \| -------------------------------------------------------------- \| \| Václav Havel \| Kísértés \| 2009. \| Cervinus Teátrum \| \| \| Claude-Michel Schönberg, Alain Boublil \| Miss Saigon \| 2003. \| Színház- és Filmművészeti Egyetem szentendrei Művészet Malom \| Kim \| \| Petőfi Sándor, Bakonyi Károly \| János vitéz \| 2004. \| Vígszínház Pesti Színház \| \| \| Szilágyi László \| Én és a kisöcsém \| 2004. \| Színház- és Filmművészeti Egyetem Városmajori Szabadtéri Színpad \| Bözsi kisasszony \| \| Sólem Aléchem \| Hegedűs a háztetőn \| 2004. \| Színház- és Filmművészeti Egyetem Ódry Színpad \| Hódel \| \| Dan Goggin \| Apácák \| 2004. \| Színház- és Filmművészeti Egyetem Ódry Színpad Padlás \| Mária Huberta nővér \| \| Tasnádi István \| Démonológia - (Frankenstein és a Vámpír) \| 2004. \| Színház- és Filmművészeti Egyetem Ódry Színpad \| Mary Shelley \| \| Terrence McNally \| Mesterkurzus \| 2005. \| Színház- és Filmművészeti Egyetem Ódry Színpad Padlás \| Szoprán \| \| Szerb Antal \| Holdvilág és utasa \| 2009. \| Hevesi Sándor Színház \| Éva; Egy hölgy \| \| Henrik Ibsen \| A fiatalok szövetsége \| 2005. \| Hevesi Sándor Színház \| Thora \| \| Tasnádi István \| Magyar zombi \| 2006. \| Hevesi Sándor Színház \| Reszlik Hajnalka, riporter \| \| Geoffrey Chaucer, Tömöry Péter \| Canterbury mesék \| 2006. \| Hevesi Sándor Színház \| Második apáca, később a megerőszakolt lány; Múzsa; Kéjnő; Alíz \| \| Bertolt Brecht \| Koldusopera \| 2006. \| Hevesi Sándor Színház \| Polly, Peacockék lánya \| \| Arthur Miller \| Pillantás a hídról \| 2007. \| Hevesi Sándor Színház \| Catherine \| \| Jonathan Wood, Fred Farelli, Szemenyei János, Szőcs Artur \| Démonológia \| 2007. \| Vidám Színpad \| Mary Shelley \| \| William Shakespeare \| III. Richárd \| 2007. \| Hevesi Sándor Színház \| Erzsébet, Edwárd felesége \| \| Tasnádi István \| Tranzit \| 2008. \| Hevesi Sándor Színház \| Modell \| \| William Shakespeare \| Hamlet \| 2008. \| Hevesi Sándor Színház \| Ophelia \| \| Nyikolaj Vasziljevics Gogol \| A revizor \| 2009. \| Hevesi Sándor Színház \| Anna Andrejevna Dmuhanovszkaja \| \| Győrei Zsolt és Schlachtovszky Csaba (szerkesztette) Karafiáth Orsolya, Győrei Zsolt, Schlachtovszky Csaba, Havasi Attila, Halmai Tamás, Keresztesi József, Kiss Ottó, Molnár Péter Salamon \| Szakállszárító \| 2010. \| Spinoza Színház \| \| \| Buck Henry, és Calder Willingham (filmforgatókönyv), Charles Webb (regény), Terry Johnson \| Diploma előtt \| 2010. \| Madách Színház \| Elaine \| \| Háy János \| Háromszögek \| 2011. \| Pesti Magyar Színház \| Lány \| \| Peter Shaffer \| Equus \| 2011. \| Thália Színház \| Jill \| \| Füst Milán \| Catullus \| 2013. \| Pesti Magyar Színház \| Clodia \| \| Lázár Ervin, Madák Zsuzsanna \| A kisfiú meg az oroszlánok \| 2012. \| Pesti Magyar Színház \| Peti, a kisfiú \| \| Kosztolányi Dezső, Réczei Tamás \| Nero, a véres költő \| 2013. \| Magyar Színház \| Octavia, Nero felesége \| \| Heinrich von Kleist, Tasnádi István \| Közellenség \| 2013. \| Magyar Színház \| Lisbeth \| \| James Lapine, Galambos Attila \| Vadregény \| 2014. \| Magyar Színház \| Pékné \| \| William Shakespeare, Kállay Géza \| Macbeth \| 2014. \| Magyar Színház \| Lady Macduff, Macduff felesége \| \| Nick Dear, Mary Shelley, Jakob Wassermann, Martin Františák, Pilinszky János \| Frankenstein \| 2015. \| Magyar Színház \| Elizabeth, Victor menyasszonya \| \| Astrid Lindgren, Tótfalusi István \| Harisnyás Pippi \| 2015. \| Magyar Színház \| Annika \| \| Egressy Zoltán \| Halál Hotel \| 2015. \| Óbudai Társaskör \| Fiatal lány \| \| Dale Wasserman, Miguel de Cervantes Saavedra, Leigh Mitch, Joe Darion \| La Mancha lovagja \| 2016. \| József Attila Színház \| Antonia \| \| Harmath Imre, Fényes Szabolcs \| Maya \| 2016. \| Nagyváradi Szigligeti Színház \| Maya \| \| \| \| . \| \| \| |                                          |                 |                                                                  |                                                                |
| Szerző | A darab címe                             | Bemutató dátuma | S z í n h á z                                                    | Játszott szerep                                                |
| Václav Havel | Kísértés                                 | 2009.           | Cervinus Teátrum                                                 |                                                                |
| Claude-Michel Schönberg, Alain Boublil | Miss Saigon                              | 2003.           | Színház- és Filmművészeti Egyetem szentendrei Művészet Malom     | Kim                                                            |
| Petőfi Sándor, Bakonyi Károly | János vitéz                              | 2004.           | Vígszínház Pesti Színház                                         |                                                                |
| Szilágyi László | Én és a kisöcsém                         | 2004.           | Színház- és Filmművészeti Egyetem Városmajori Szabadtéri Színpad | Bözsi kisasszony                                               |
| Sólem Aléchem | Hegedűs a háztetőn                       | 2004.           | Színház- és Filmművészeti Egyetem Ódry Színpad                   | Hódel                                                          |
| Dan Goggin | Apácák                                   | 2004.           | Színház- és Filmművészeti Egyetem Ódry Színpad Padlás            | Mária Huberta nővér                                            |
| Tasnádi István | Démonológia - (Frankenstein és a Vámpír) | 2004.           | Színház- és Filmművészeti Egyetem Ódry Színpad                   | Mary Shelley                                                   |
| Terrence McNally | Mesterkurzus                             | 2005.           | Színház- és Filmművészeti Egyetem Ódry Színpad Padlás            | Szoprán                                                        |
| Szerb Antal | Holdvilág és utasa                       | 2009.           | Hevesi Sándor Színház                                            | Éva; Egy hölgy                                                 |
| Henrik Ibsen | A fiatalok szövetsége                    | 2005.           | Hevesi Sándor Színház                                            | Thora                                                          |
| Tasnádi István | Magyar zombi                             | 2006.           | Hevesi Sándor Színház                                            | Reszlik Hajnalka, riporter                                     |
| Geoffrey Chaucer, Tömöry Péter | Canterbury mesék                         | 2006.           | Hevesi Sándor Színház                                            | Második apáca, később a megerőszakolt lány; Múzsa; Kéjnő; Alíz |
| Bertolt Brecht | Koldusopera                              | 2006.           | Hevesi Sándor Színház                                            | Polly, Peacockék lánya                                         |
| Arthur Miller | Pillantás a hídról                       | 2007.           | Hevesi Sándor Színház                                            | Catherine                                                      |
| Jonathan Wood, Fred Farelli, Szemenyei János, Szőcs Artur | Démonológia                              | 2007.           | Vidám Színpad                                                    | Mary Shelley                                                   |
| William Shakespeare | III. Richárd                             | 2007.           | Hevesi Sándor Színház                                            | Erzsébet, Edwárd felesége                                      |
| Tasnádi István | Tranzit                                  | 2008.           | Hevesi Sándor Színház                                            | Modell                                                         |
| William Shakespeare | Hamlet                                   | 2008.           | Hevesi Sándor Színház                                            | Ophelia                                                        |
| Nyikolaj Vasziljevics Gogol | A revizor                                | 2009.           | Hevesi Sándor Színház                                            | Anna Andrejevna Dmuhanovszkaja                                 |
| Győrei Zsolt és Schlachtovszky Csaba (szerkesztette) Karafiáth Orsolya, Győrei Zsolt, Schlachtovszky Csaba, Havasi Attila, Halmai Tamás, Keresztesi József, Kiss Ottó, Molnár Péter Salamon | Szakállszárító                           | 2010.           | Spinoza Színház                                                  |                                                                |
| Buck Henry, és Calder Willingham (filmforgatókönyv), Charles Webb (regény), Terry Johnson | Diploma előtt                            | 2010.           | Madách Színház                                                   | Elaine                                                         |
| Háy János | Háromszögek                              | 2011.           | Pesti Magyar Színház                                             | Lány                                                           |
| Peter Shaffer | Equus                                    | 2011.           | Thália Színház                                                   | Jill                                                           |
| Füst Milán | Catullus                                 | 2013.           | Pesti Magyar Színház                                             | Clodia                                                         |
| Lázár Ervin, Madák Zsuzsanna | A kisfiú meg az oroszlánok               | 2012.           | Pesti Magyar Színház                                             | Peti, a kisfiú                                                 |
| Kosztolányi Dezső, Réczei Tamás | Nero, a véres költő                      | 2013.           | Magyar Színház                                                   | Octavia, Nero felesége                                         |
| Heinrich von Kleist, Tasnádi István | Közellenség                              | 2013.           | Magyar Színház                                                   | Lisbeth                                                        |
| James Lapine, Galambos Attila | Vadregény                                | 2014.           | Magyar Színház                                                   | Pékné                                                          |
| William Shakespeare, Kállay Géza | Macbeth                                  | 2014.           | Magyar Színház                                                   | Lady Macduff, Macduff felesége                                 |
| Nick Dear, Mary Shelley, Jakob Wassermann, Martin Františák, Pilinszky János | Frankenstein                             | 2015.           | Magyar Színház                                                   | Elizabeth, Victor menyasszonya                                 |
| Astrid Lindgren, Tótfalusi István | Harisnyás Pippi                          | 2015.           | Magyar Színház                                                   | Annika                                                         |
| Egressy Zoltán | Halál Hotel                              | 2015.           | Óbudai Társaskör                                                 | Fiatal lány                                                    |
| Dale Wasserman, Miguel de Cervantes Saavedra, Leigh Mitch, Joe Darion | La Mancha lovagja                        | 2016.           | József Attila Színház                                            | Antonia                                                        |
| Harmath Imre, Fényes Szabolcs | Maya                                     | 2016.           | Nagyváradi Szigligeti Színház                                    | Maya                                                           |
| |                                          | .               |                                                                  |                                                                |

### Filmes és televíziós szerepei
- 2006, Kútfejek (akció-vígjáték) − Dorka
- 2006, Régimódi történet (tévéfilmsorozat ) - Emma
- 2006, Projekció (kísérleti film) –
- 2008, Irodalom (kisjátékfilm) –
- 2012, Munkaügyek (sorozat) – Zsófi
- 2012–2014, Hacktion: Újratöltve (sorozat) - Dr. Forray Emma
- 2015, Mancs (játékfilm) - Eszter[12][13]
- 2016, Memo (játékfilm) - Lónyainé Olga[14]
- 2020–2021, Mintaapák (sorozat) - Kata
- 2021, Toxikoma (játékfilm) - Margit
- 2025, A renitens (sorozat) - Keller Mónika / Galambos Ildikó

## Hangjátékok
- Béres Attila: Térerő (2004)[15][16]